# ワイキキ・シェル

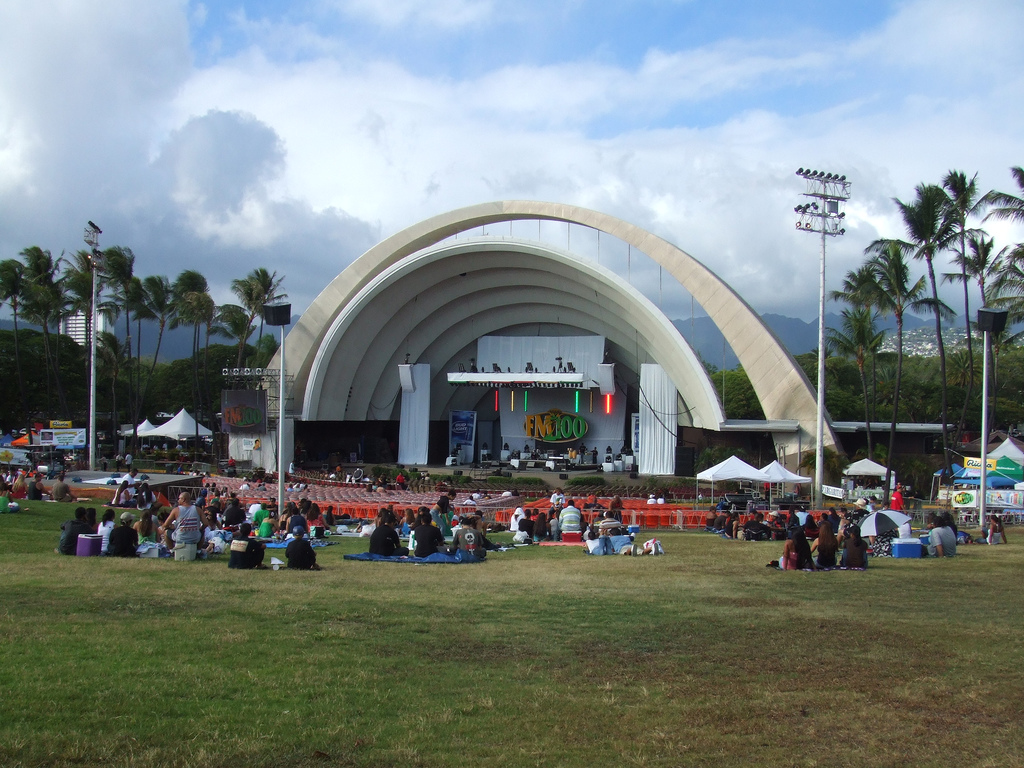
ワイキキ・シェル

ワイキキ・シェル（英語: Waikiki Shell）とは、アメリカ合衆国ハワイ州ホノルルのワイキキ地区にある屋外コンサートやその他の大規模な集まりの会場である。1956年に建設されたワイキキ シェルは、2,400人が収容可能で、芝生エリアにはさらに6,000人収容可能である。 ブレイズデル・センターの管理下にあり、ロサンジェルスのハリウッド・ボウルとも比較される。
ワイキキ・シェルはワイキキのカピオラニ公園にあり、近隣の密集した高層ビルと休火山であるダイヤモンドヘッドの間にある。
2018年には、ハワイ初のロックのDJで、後にコンサートのプロモーターとなったトム・モファット（Tom Moffatt）を記念して「トム・モファット・ワイキキ・シェル」と改名された。モファットは2016年に亡くなっている。

## 参照項目
- ブレイズデル・センター
- スター誕生!（日本テレビ） - ハワイ開催となった「200回記念大会」と「300回記念大会」を行う。